# Pound Puppies
Pound Puppies es una serie de dibujos animados estadounidense de 1986 creada por Hanna-Barbera Productions, y está basada en la línea de juguetes de Tonka. Es la secuela de la película para televisión emitida en 1985. Los episodios fueron transmitidos por ABC entre septiembre de 1986 y diciembre de 1987. En esta adaptación, no se mencionó el paradero de Violet. La serie infantil se encontró bajo mucha competencia de sus contendientes, como los Fluppy Dogs de Disney que también fueron adaptados a una película, pero a diferencia de los Pound Puppies, no llegó a convertirse en una serie regular. Esta fue la primera serie animada de la franquicia, la segunda es la serie de 2010.

## Historia
En 1985, Hanna-Barbera hizo un especial de animación basado en la línea de peluches, transmitido por la cadena ABC, justo después de la película de Star Hadas.
Se incluyeron personajes como el líder Cooler (Dan Gilvezan), Bright Eyes (Nancy Cartwright), la belleza sureña Nose Marie (Ruth Buzzi), el aullador inventor Howler (Robert Morse), y un nuevo personaje llamado Whopper (Ward BJ), un cachorro con pañal que por lo general miente mucho e inventa historias.
Otros personajes incluían seres humanos, como: 
- Holly, una niña de 11 años que cuidaba de ellos
- Katrina,[1] la malvada tía de Holly que era dueña de la perrera y vivía con su pretenciosa hija Bratina[1] y su malévolo gato Cat Gut.